# ARPANET
Pour le musicien techno, voir Arpanet (compositeur).

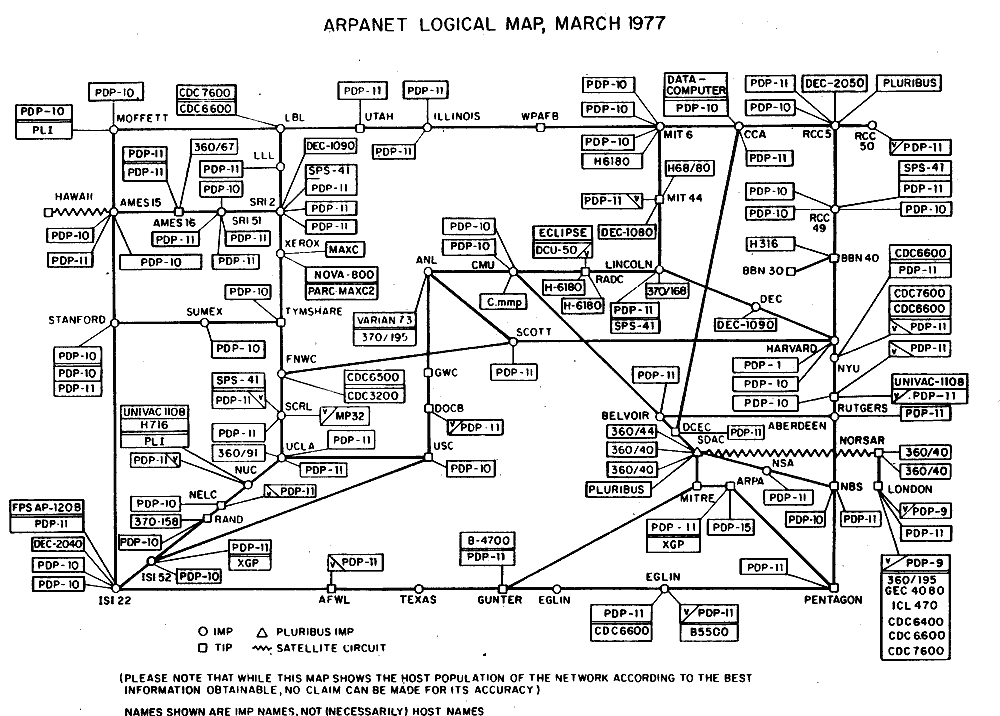
Carte logique du réseau ARPANET en mars 1977, exposée au musée de l'histoire de l'ordinateur.

ARPANET, ou Arpanet (de l'anglais Advanced Research Projects Agency Network, aussi typographié « ARPAnet ») est l'acronyme du premier réseau à transfert de paquets de données conçu aux États-Unis par la Defense Advanced Research Projects Agency (DARPA). Le projet fut lancé en 1966, mais ARPANET ne voit le jour qu'en 1969. Sa première démonstration officielle date d'octobre 1972.
Le concept de commutation de paquets (packet switching), qui deviendra la base du transfert de données sur Internet, était alors balbutiant dans la communication des réseaux informatiques. Les communications étaient jusqu'alors basées sur la communication par circuits électroniques, telle que celle utilisée par le réseau de téléphone, où un circuit propre est activé lors de la communication avec un poste du réseau.
Les ordinateurs utilisés étaient principalement des ordinateurs commerciaux de 3e génération construits par Digital Equipment Corporation (DEC), International Business Machines (IBM) ou Scientific Data Systems. Peut-être comprenaient-ils encore des Univac à tubes électroniques, technologie certes désuète en 1969 (où on abandonnait déjà les ordinateurs de deuxième génération transistorisés pour d'autres à circuits intégrés comme l'IBM 1130), mais c'est précisément pour cela que ces ordinateurs étaient libres pour un usage expérimental, les autres étant saturés de travaux.
ARPANET a été écrit par le monde universitaire et non militaire, ce qui a probablement influencé l'Internet que l'on connait aujourd'hui. Il disparait officiellement en 1990.

## Historique
En 1961, l'US Air Force confie à la DARPA, agence de recherche technologique du département de la Défense des États-Unis, créée trois ans auparavant, un puissant ordinateur, le seul de sa série construit par IBM, le Q-32, pour concevoir un programme destiné au commandement des bombardements stratégiques. Joseph Carl Robnett Licklider, docteur en psychoacoustique mais surtout spécialiste des technologies de l'information est engagé. Il a auparavant travaillé sur un programme d'ordinateurs envoyant des données par les lignes téléphoniques pour un système de défense antiaérien, le projet Semi-Automatic Ground Environment (SAGE).
En 1962, il intègre l'Arpa et prend la direction du « bureau Contrôle-Commande » nouvellement créé. Il fait venir Fred Frick qui a travaillé avec lui au Lincoln Laboratory sur le projet SAGE. Ils sont tous les deux partisans du temps partagé sur les ordinateurs, des machines alors très coûteuses pour permettre à différents centres de recherche, universités ou entreprises de travailler sur une même machine. Ils vont donc dès 1962 commencer à réfléchir à interconnecter les ordinateurs de tous les centres de recherches américains avec lesquels travaille l'Arpa. Le but est alors de partager plus facilement ressources et données et surtout de faire baisser les coûts et limiter les doublons en recherche.
En 1964, le « bureau Contrôle et commande » devient « Bureau des techniques de traitement de l'information » ou IPTO (Information Processing Techniques Office). Ils recrutent alors Robert Taylor, 32 ans, psychologue et mathématicien de formation qui a travaillé pour la Nasa et Ivan Sutherland, 27 ans, qui étudie les interactions entre ordinateurs. Ce dernier succède en 1964 à Licklider, parti au MIT en 1966, et est lui-même, après son départ à Harvard, remplacé par Taylor à la tête de l'IPTO.
En 1966, Charles Herzfeld, le directeur de l'Arpa, accorde un budget d'un million de dollars pour que l'IPTO développe le projet de création d'un réseau informatique délocalisé, reliant les universités en contrat avec la DARPA. Il recrute Lawrence Roberts qui travaille au Lincoln Laboratory sur le transfert de données entre ordinateur. En 1968, il aura couché sur papier les plans du réseau informatique.
Wesley Clark suggère d'utiliser un ordinateur spécifique, appelé l'Interface Message Processor, à chaque nœud du réseau plutôt que tout centraliser sur un seul.
En juillet 1968, l'Arpa-IPTO lance une request for quotation (RFQ) pour le fabriquer et une consultation pour la conception d'un réseau à petite échelle pour relier l'institut de recherche de Stanford, l'université de Los Angeles (UCLA) et l'université de l'Utah. Plus d'une centaine d'entreprises et de centres d'études sont approchés mais déclinent l'appel d'offre, dont IBM. C'est finalement une société de consultants en acoustique et informatique du Massachusetts Bolt, Beranek and Newman qui remporte le marché, IBM et AT&T ne s'y intéressant pas. Une équipe de sept personnes se met en place, avec Frank Heart à sa tête, qui va concevoir le réseau avec de petits ordinateurs, les Interfaces Messages Processors ou IMP (ancêtres des actuels routeurs), qui assurent la connexion des ordinateurs hôtes au réseau et permettent le transfert de données par la commutation de paquets à la vitesse alors de 50 kilobits par seconde.
Opérationnel le 20 septembre 1969, Arpanet sert de banc d'essai à de nouvelles technologies de gestion de réseau, liant plusieurs universités et centres de recherches. Les deux premiers nœuds qui forment l'Arpanet sont l'université de Californie à Los Angeles (UCLA) et l'Institut de recherche de Stanford, suivis de peu par les universités de Californie à Santa Barbara et de l'Utah.

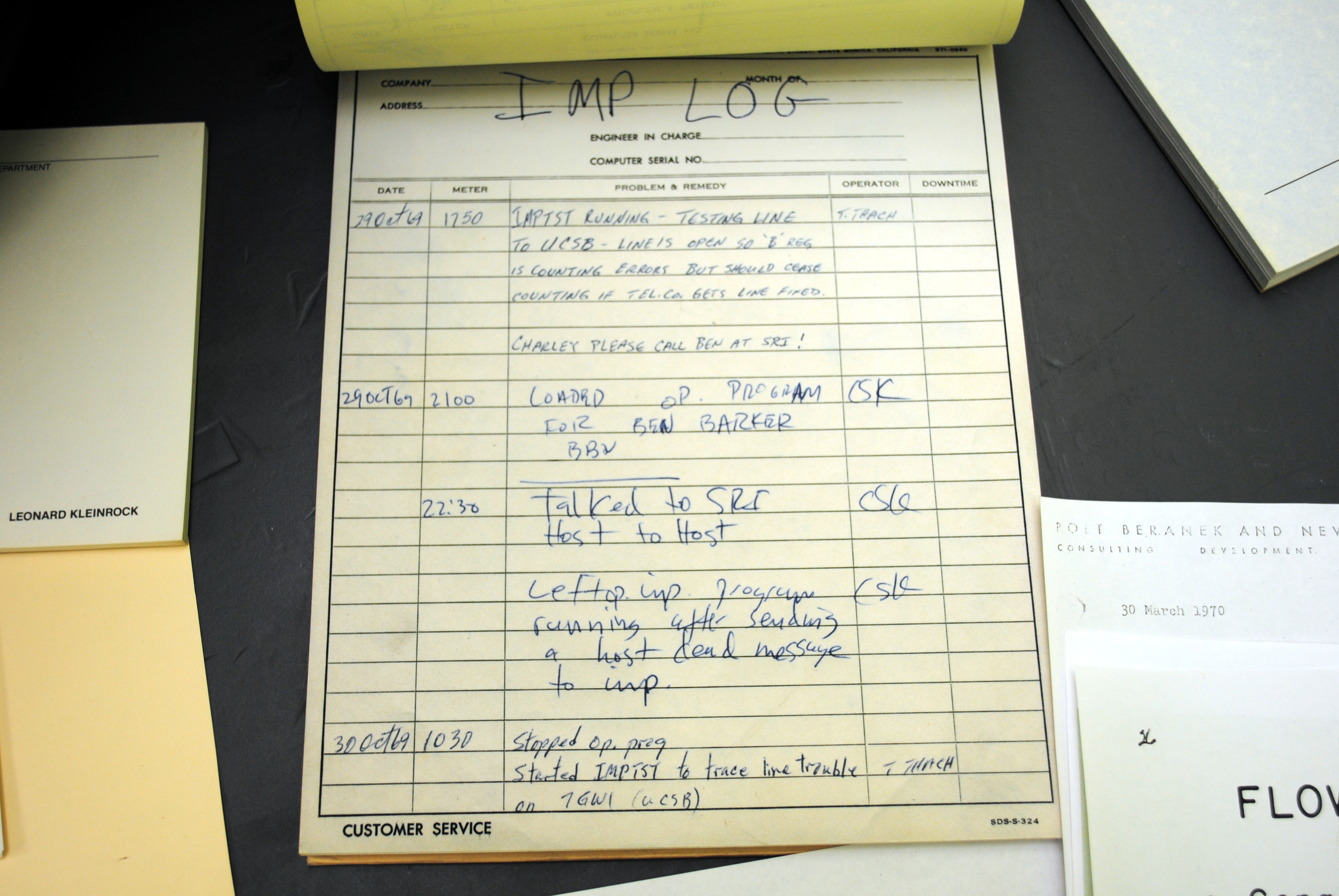
Log de l'IMP (Interface Message Processor) du 29 octobre 1969 enregistrant la date et l'heure du tout premier message envoyé sur Internet, le 29 octobre à, heure du Pacifique en provenance des locaux de l'UCLA.

Le premier message, le simple mot « login », sera envoyé sur le réseau le 29 octobre 1969 à 22 h 30. Mais, à la suite d'un bug, les trois dernières lettres mettront une heure pour arriver.
Le mythe veut que l'objectif fixé à Arpanet ait été de permettre aux réseaux de communication militaires (Arpanet voit le jour en pleine guerre froide) de continuer à fonctionner malgré une attaque nucléaire importante de la part de l'Union soviétique, c’est-à-dire : « garder ouvertes des voies de communication quel que soit l'état de destruction du pays » (les États-Unis). Les chercheurs, majoritairement financés par la même DARPA, peuvent utiliser les unités centrales de n'importe lequel des établissements gérés en réseau, qu'il soit universitaire ou militaire. La véritable raison est qu'Arpanet est créé afin d'unifier les techniques de connexion pour qu'un terminal informatique se raccorde à distance à des ordinateurs de constructeurs différents.
Les premiers essais sont concluants et le projet — considéré comme ancêtre de l'Internet, compte tenu de son mode de fonctionnement — est mené à son terme : lorsqu'un des centres (nœuds) est virtuellement détruit, les données empruntent d'autres chemins et d'autres nœuds pour atteindre les destinataires désignés. Très rapidement, la CIA conclut à l'invulnérabilité d'Arpanet, alors que dans les faits cette « invulnérabilité » est sujette à caution.

## Développement

Sites des États-Unis reliés à ARPANET en 1974.

Rapidement, de nouveaux raccordements furent bientôt ajoutés au réseau, portant le nombre de « nœuds » à 23 en 1971, puis à 111 en 1977. Puis est mis au point le Network Control Protocol (NCP).
En 1974, le TCP/IP (Transmission Control Protocol et Internet Protocol) se dessine, pour gérer la croissance du réseau, toujours utilisé au milieu des années 2020, et inclure des mécanismes d'affinement, qui comprennent l'utilisation d'une fenêtre glissante, pour la gestion des flux.
En 1980, Arpanet se divise en deux réseaux distincts, l'un militaire (MILNET, de Military Network, qui deviendra le DDN — Defense Data Network) et l'autre, universitaire (NSFnet), que les militaires abandonnent au monde civil. La réflexion des constructeurs s'oriente vers une informatique décentralisée.
Le 1er janvier 1983, ARPANET adopte le TCP/IP qui sera la base d'Internet.
En 1984, DDN (en) et NSFNET (en) comptent déjà près de 4 millions de nœuds interconnectés et plus de 1 000 ordinateurs à travers le monde y sont reliés.

## Chronologie
- 1966 : l'Arpa accorde un budget d'un million de dollars pour que l'IPTO développe un réseau informatique délocalisé et recrute Lawrence Roberts, du Lincoln Laboratory.
- juillet 1968 : l'Arpa-IPTO lance une pré-request for quotation (RFQ) pour un Interface Message Processor et relier Stanford, l'université de Californie à Los Angeles (UCLA) et l'université de l'Utah, puis plus tardivement l'Université de Californie à Santa Barbara (UCSB).
- février 1969 : le Network Working Group créé à l'UCLA autour de Steve Crocker.
- 7 avril 1969 : première request for comments, par Steve Crocker.
- 9 mai 1969 : la requests for comments (RFC) no 9 signée de Gérard Deloche[9] lance une discussion qui aboutira à la création du protocole Network Control Program (NCP).
- 2 septembre 1969 : premier lien d'hôte à Interface Message Processor (IMP), à l'UCLA, et un mois plus tard, au Stanford Research Institute.
- 20 septembre 1969 : BBN installe le premier équipement à l'UCLA.
- 29 octobre 1969 : première liaison Arpanet dans la salle de calcul du département informatique de l'UCLA, reliée à distance à Stanford. Leonard Kleinrock opère sur l’ordinateur Sigma 7[10] avec son assistant-programmeur Charley Kline (CSK)[6]. À 22 h 30[6], le premier message transmis est « lo », en essayant de taper « login », mais le système plante avant de pouvoir terminer le mot. La connexion par login est complétée environ une heure plus tard[6],[11].

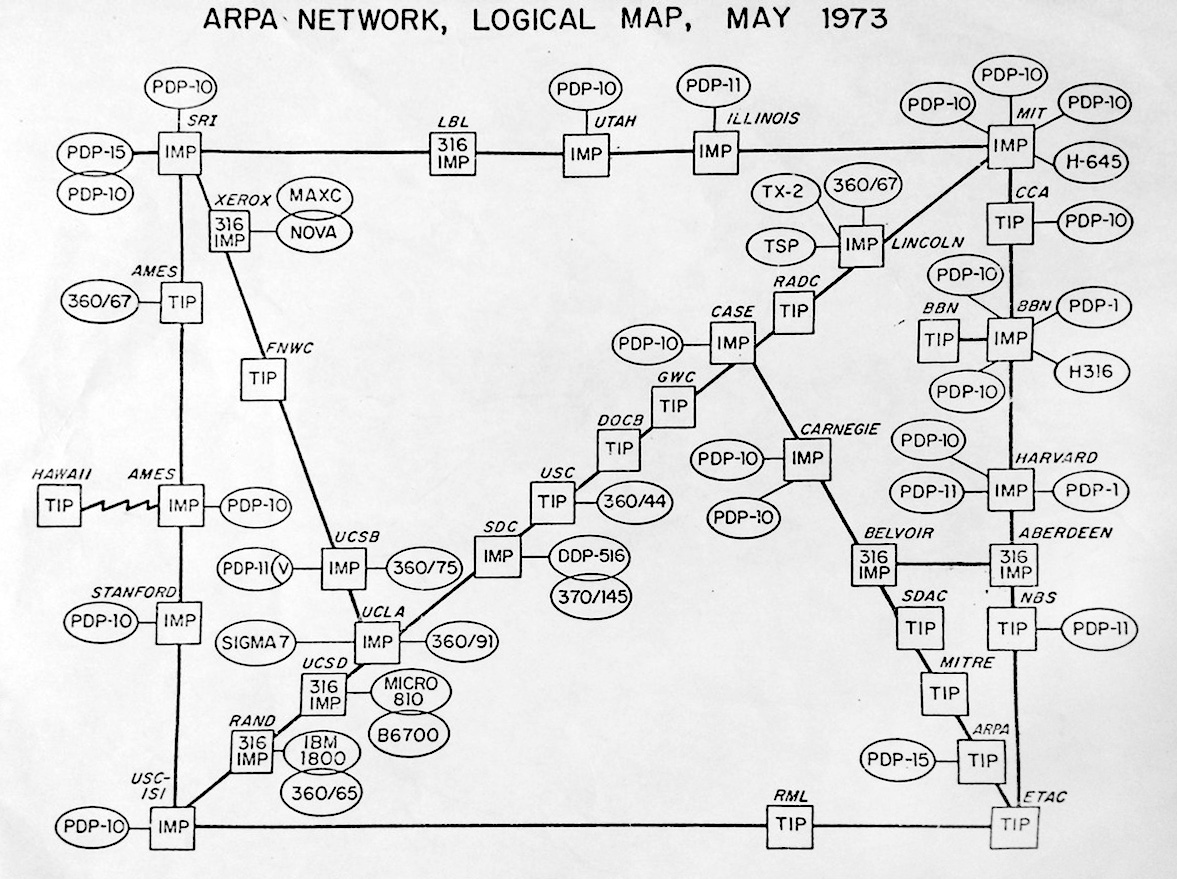
Carte du réseau ARPA en 1973.

- fin 1969 : deux nœuds de plus, à l'Université de Santa Barbara : ARPANET a déjà quatre nœuds.
- décembre 1970 : le Network Working Group met au point le NCP, protocole de communication poste-à-poste, adopté entre 1971 et 1972 par les sites ARPANET.
- début 1971 : le réseau Arpanet présenté dans un exposé à l’IRIA par Michel Elie[12],[13],[14]
- automne 1971 : Ray Tomlinson conçoit deux boîtes aux lettres sur deux ordinateurs et parvient à envoyer, à lui-même, le tout premier courrier électronique.
- octobre 1972 : le Network Working Group est rebaptisé INWG (International Network Working Group) et placé sous la direction de Vint Cerf, lors de la Conférence internationale sur les communications informatiques (ICCC), première conférence internationale sur les communications informatiques, où la France est représentée par Louis Pouzin. Première démonstration publique d'ARPANET, par Robert Elliot Kahn et du courrier électronique, par Ray Tomlinson.
- 1983 : le Network Control Program est remplacé par le TCP/IP.
- 1990 : Arpanet ferme officiellement.